# باتريك ليونارد (موسيقي)
باتريك ليونارد (بالإنجليزية: Patrick Leonard)‏ هو عازف بيانو وموسيقي وكاتب أغاني ومنتج أسطوانات وملحن أمريكي، ولد في 14 مارس 1955 في شيكاغو في الولايات المتحدة.

## وصلات خارجية
- باتريك ليونارد على موقع IMDb (الإنجليزية)
- باتريك ليونارد على موقع ميوزك برينز (الإنجليزية)
- باتريك ليونارد على موقع أول ميوزيك (الإنجليزية)
- باتريك ليونارد على موقع ديسكوغز (الإنجليزية)
- باتريك ليونارد على موقع قاعدة بيانات الفيلم (الإنجليزية)